# Германське неоязичництво

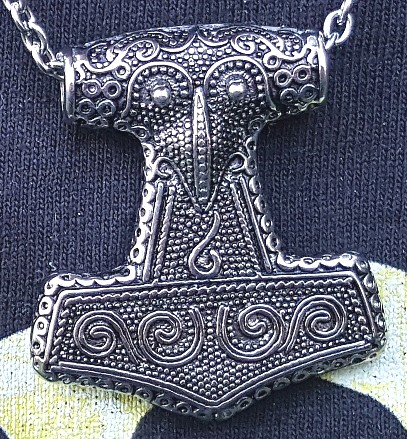
Символ скандинавських язичників — молот Тора

Язичницькі германські символи

Германське або скандинавське неоязичництво є сучасною язичницькою релігією. Вчені-релігієзнаці класифікують скандинавське неоязичництво як новий релігійний рух. Практикуюча модель неоязичництва бере за основу дохристиянські системи вірувань германських народів залізної доби і раннього середньовіччя. Щоб відновити минулі системи переконань, скандинавське язичництво (надалі Heathenry) використовує як основу збережені історичні, археологічні та фольклорні докази, хоча підходи до цього матеріалу значно різняться.

## Термінологія

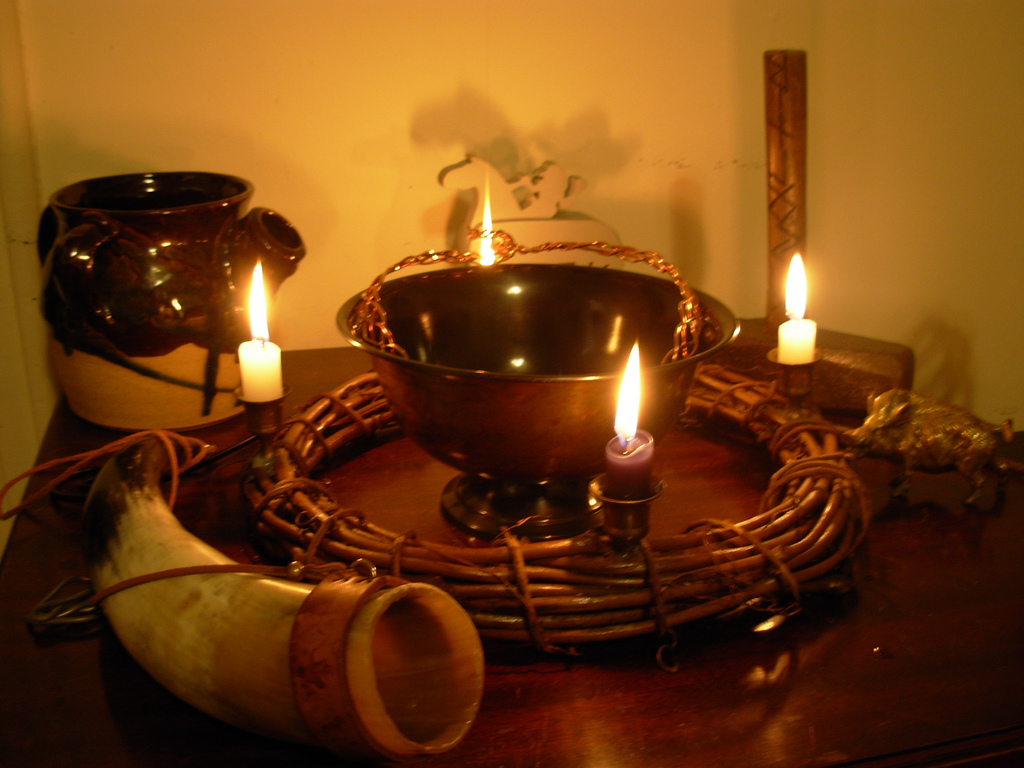
Язичницький домашній вівтар

Heathenry не має єдиної теології і, як правило, акцентує увагу на пантеоні з божеств дохристиянської германської Європи. Він приймає космологічні погляди цих релігій, включно і анімістичний погляд на космос, в якому природний світ просякнутий духами. Вшанування богів та духів відбувається на жертовних обрядах, відомих як блоти, де їм пропонують їжу та напої, вилиті на жертовник. Вони часто супроводжуються церемоніальним розділенням алкогольних напоїв з богами. Деякі практики також беруть участь в ритуалах, спрямованих на зміну стану свідомості і яснобачення, насамперед seiðr і galdr, з метою отримати мудрість і поради від божеств. Хоча багато самотніх практиків самі дотримуються релігії, члени спільноти язичників часто збираються в невеликих групах, зазвичай званих колом або вогнищами, для виконання своїх обрядів надворі або в спеціально побудованих будинках. Язичницькі етичні системи підкреслюють честь, особисту недоторканність і лояльність, в той час як переконання про загробне життя розрізняються і рідко підкреслюються.
Центральні протиріччя між язичниками стосуються проблеми раси. Деякі групи дотримуються «універсалістського» погляду, в якій стверджується, що релігія відкрита для всіх, незалежно від етнічної чи расової ідентичності, а інші навпаки, є расистами, посилаючись на арійську расу. Деякі язичники ще більше поєднують релігію з явно расистським, правим рухом, хоч більшість язичників з цим не згідні. Язичники фокусуються на скандинавських джерелах та іноді використовують терміни Asatru, Vanatrú або Forn Sed; практики, які спеціалізуються на англосаксонських традиціях, використовують Forn Sed або теодізм; ті, хто підкреслює німецькі традиції, використовують ірмінізм; і ті язичники, які підтримують народні і радикальні праві погляди, вважають доцільнішими терміни Одінізм, Wotanism, Wodenism, або Odalism.

## Традиції

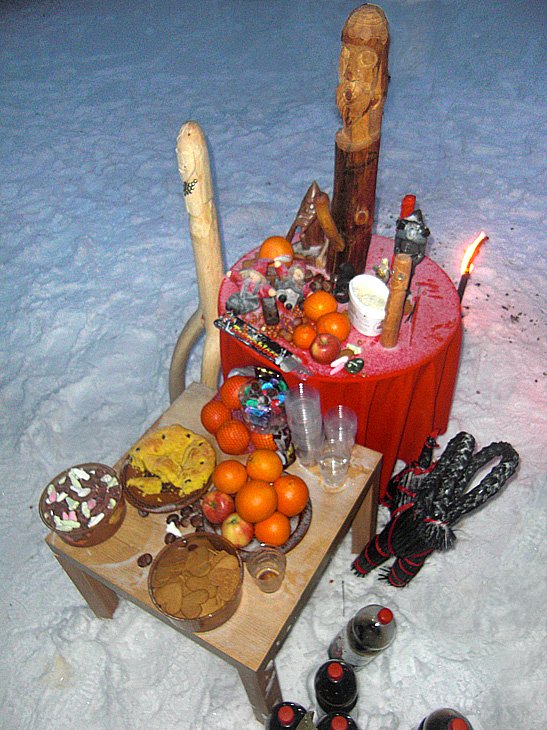
Вівтар на Йоль. Блот 2010 р.

Витоки релігії сягають романтичного руху 19-го і початку 20-го століття, які прославили дохристиянські переконання німецьких товариств. У цей період організовані групи, які шанують німецьких богів, розвивалися в Німеччині та Австрії; вони були частиною руху Фьолкіш і зазвичай демонстрували расистську інтерпретацію релігії, в результаті чого рух значною мірою розпадався після поразки нацистської Німеччини у Другій світовій війні. У 1970-х роках в Європі і Північній Америці з'явилися нові групи «язичників», які перетворилися в формалізовані організації. В останні десятиліття рух язичників був предметом наукового дослідження вченими, які працюють в області язичництва.
Практики прагнуть відродити минулі системи переконань, використовуючи збережені історичні вихідні матеріали. Серед історичних джерел використовувалися давньоскандинавські тексти зі Скандинавії та Ісландії, такі як Прозова Едда і Поетична Едда, давньоанглійські тексти, такі як Беовульф, і німецькі тексти, такі як Пісня про Нібелугів. Деякі язичники також черпають натхнення з археологічних свідоцтв дохристиянської Північної Європи і записаних народних казок та фольклору з пізніх періодів європейської історії. Однак текстові джерела залишаються проблематичними як засіб «відновлення» дохристиянських систем переконань,адже вони були написані християнами і описують дохристиянську релігію фрагментарно і упереджено. Антрополог Дженні Блейн характеризує Heathenry як «релігію, побудовану з часткового матеріалу», в той час як релігійні дослідження вчений Майкл Стрміска описує свої переконання як «пронизані невизначеністю та історичною плутаниною», характеризуючи їх як постмодерністський рух.
Способи використання історичного і археологічного матеріалу розрізняються; деякі прагнуть якомога точніше відтворити минулі переконання і практики, в той час як інші відкрито експериментують з цим матеріалом і приймають нові інновації. Деякі, наприклад, адаптують свої практики відповідно до «неперевіреного персонального гнозису», який вони отримали завдяки духовним переживанням. Інші приймають концепції зі збережених етнічних релігій світу, а також сучасні політеїстичні релігії, такі як індуїзм і афро-американські релігії, вважаючи, що це допомагає будувати духовний світогляд, схожий до того, що існував у Європі до християнізації. Деякі практики, які підкреслюють важливість історичних та археологічних джерелах, критикують інших, використовуючи зневажливий термін "неоязичники".
Деякі з учасників Heathens шукають спільні елементи, які були виявлені на усій території Європи протягом залізної доби та раннього середньовіччя, використовуючи їх як основу сучасних вірувань та практик. Деякі прихильники язичництва глибоко вивчають специфіку північноєвропейського суспільства в часи залізного та ранньосередньовічного періодів , хоча більшість практиків, перш за все, отримують інформацію про дохристиянське минуле з вигаданої літератури та популярної скандинавської міфології.
Антрополог Мерфі Піцца вказує, що Heathenry можна зрозуміти як приклад того, що історик Ерік Хобсбаум назвав "вигаданою традицією". Як пише науковець-релігієзнавець Фредрік Грегоріус, незважаючи на те, що між язичництвом і дохристиянськими системами вірувань германської Європи "немає реальної різниці", практикуючим язичникам часто не подобається бути прихильниками "нової релігії" і "сучасного винаходу" і тому вони радше схиляються до терміна "старовірство". Багато практиків уникають використання наукового терміна "реконструкція" для опису своєї практики , переважно характеризують її як "релігію корінних народів". Опитування населення у 2015 році показало рівну кількість практикуючих (36%), яка приймає релігію як реконструкції, і тих, хто вважає її прямим продовженням систем давніх вірувань; лише 22% визнали її сучасною, але історично натхненною, однак ця позиція була домінуючою серед практиків у скандинавських країнах.
Ніякої центральної релігійної влади не існує, щоб дати конкретне термінологічне визначення для всіх практиків. Таким чином, різні групи язичників використовували різні слова, щоб описати як свою релігію, так і себе, однак ці терміни часто передають сенс їхніх соціально-політичних переконань.
Вчені, які вивчають релігію, як правило, вважають доцільнішими терміни «Heathenry і Heathenism», для опису, з тих причин, що ці терміни містять у собі всі різновиди руху. Цей термін є найбільш часто використовуваним варіантом практиками в Англії, Північній Америці і в інших місцях. Багато практиків використовують термін Heathen над Pagan, тому що Heathen виник серед германських мов, в той час як Pagan бере початок від латини.
Інші терміни, які використовуються в деяких наукових контекстах сучасного німецького язичництва  і німецького неоязичництва, хоча останній є «штучним терміном», розроблений вченими, маловикористовуваний в язичницьких спільнотах. Як альтернативу Блейн запропонував використовувати "північноєвропейське язичництво" як всеосяжний науковий термін для руху, хоча Стрміска зазначив, що термін буде охоплювати і практиків, які натхненні системами вірувань фінських і слов'янських товариств Північно-Східної Європи. Він виступав за сучасне скандинавське язичництво, хоча і визнав, що цей термін виключає язичників, які натхненні системами дохристиянської віри НЕ нордичних германських народів, таких як англосакси і готи.
Іншою назвою віри є ісландський термін Асатру, який перекладається як «відданість Асам» — Аси — божества в германо-скандинавській міфології. Цей термін схвалюється практиками, які зосереджуються на скандинавських богах .
Інші практики називають свою релігію Vanatrú, що означає «ті, хто шанує Ванів», або Dísitrú, що означає «ті, хто шанує богинь», в залежності від їх конкретного богословського акценту. Незважаючи на обмеженість, особливо для Скандинавії, з середини 2000-х років популяризується термін Forn Siðr — «старий шлях»; це також термін, присвоєний християнами, що раніше використовувався в зневажливому сенсі для опису дохристиянської релігії. Інші терміни, які використовуються для опису релігії — це Північна Традиція, Нордичне Язичництво. У Сполучених Штатах групи, що підкреслюють орієнтованість на Німеччину, використовували терміни ірмінізм, в той час як ті, хто фокусується на англосаксонському підході, використовували назву Форн Сед або теодізм.
Багато орієнтованих на расизм язичників вважають кращими терміни Odinism або Wotanism, для кращого опису своєї релігії. Термін Odalism популяризує Варг Вікернес, посилаючись на сакральне значення руни Одал. Таким чином, існує загальна думка про те, що всі ті, хто використовує Odinism, підтримують явно політичне, праве і расистське тлумачення релігії, тоді як Асатру використовується більш помірними групами язичників , але на практиці такого чіткого поділу використання цих термінів не існує. Грегоріус зазначив, що Odinism був «дуже проблематичним», тому що він має на увазі, що бог Одін, згідно з норвезькою міфологією, займає центральне місце в теології цих груп, що часто буває не так. Крім того, цей термін також використовується, принаймні, однією не расистською групою, британською Odinshof, яка використовує її з особливої прихильності Одіну.

## Вірування
Історик релігії Маттіас Гарделла зазначив, що в рамках язичницького руху немає «одноголосно прийнятого богослов'я». Кілька ранніх язичників, подібних Гвідо фон Лісту, вказали, що політеїстична природа дохристиянської релігії насправді була монотеїстичною. З 1970-х років негативне ставлення до багатобожжя змінилося. Сьогодні Heathenry зазвичай характеризується як політеїстична релігія, що демонструє богословську структуру, яка включає в себе пантеон богів і богинь, а прихильники пропонують свою відданість і поклоніння деяким або всім з них. Більшість практикуючих — політеїстичні реалісти, вірять в буквальне існування божеств як окремих істот. Інші підтримують психологічну інтерпретацію божеств, розглядаючи їх, наприклад, як символи, юнгіанські архетипи або расові архетипи, вважаючи себе атеїстами  Божества верховного пантеону з дохристиянських систем вірувань зустрічаються в різних суспільствах германської Європи; вони місять божеств, як Тюра, Одіна, Тора, Фрігг і Фрейю зі скандинавських джерел, Вотана, Thunor і Eostre з джерел англосаксонських, і такі фігури, як Nehalennia з континентальних джерел. Деякі практики приймають вчення, взяті з скандинавської міфології, де є дві категорії божеств: Æsir (Аси) і Vanir (Вани). Деякі практики змішують різні регіони і часи разом, наприклад, використовуючи поєднання, в той час як інші тримають їх окремо і шанують тільки божеств з певного регіону. Деякі групи фокусують своє поклоніння на конкретному божеству; наприклад, «Братство вовків», група чеських язичників, зосереджують своє богослужіння на поклонінні Фенріру.
Язичницькі божества не вважають досконалими, всемогутніми і всюдисущими, і замість цього розглядаються як такі, що мають сильні і слабкі сторони. Багато практиків вважають, що ці божества коли-небудь помруть, як, наприклад, бог Бальдр в скандинавській міфології. Язичники розглядають свій зв'язок з божествами не так, як з господарем і слугою, а скоріше як взаємозалежні відносини, подібні до спорідненості. Для них ці божества служать як прикладами, так і рольовими моделями, поведінка яких має бути наслідувана. Багато людей вважають, що вони можуть спілкуватися з цими божествами, а також говорити, торгуватись і сперечатися з ними, сподіваючись, що, поклонившись їм, отримають мудрість, розуміння, владу або нові ідеї.
Багато практиків об'єднують свій політеїстичний погляд на світ з пантеїстичною концепцією природного світу як священного і просякнутого божественною енергетичною силою, що пронизує все живе. Heathenry є анімістичною релігією, з практиками, що вірять в духів, широко відомих як «ваеттір» (vættir), які населяють світ, кожен з яких має свою власну індивідуальність. Деякі з них відомі як «земні духи» (landvættir) і населяють різні кутки землі, де живуть поруч з людьми, яким вони можуть допомогти і ставити перешкоди. Інші вважаються домашніми божествами і живуть в будинку, де їх можна умилостивити їжею. Деякі язичники взаємодіють з цими сутностями і приносять їм жертви частіше, ніж з богам і богиням. Маленькі істоти часто ідентифікуються з фольклорними, такими як ельфи, дварфи, гноми і тролі. Деякі з них, такі як йотуни у скандинавській міфології, вважаються злісними духами; всередині спільноти пропонування їм жертв — табу, хоча деякі практики все ще роблять це. Багато язичників також вірять в духів предків та поважають їх.

## Космологія

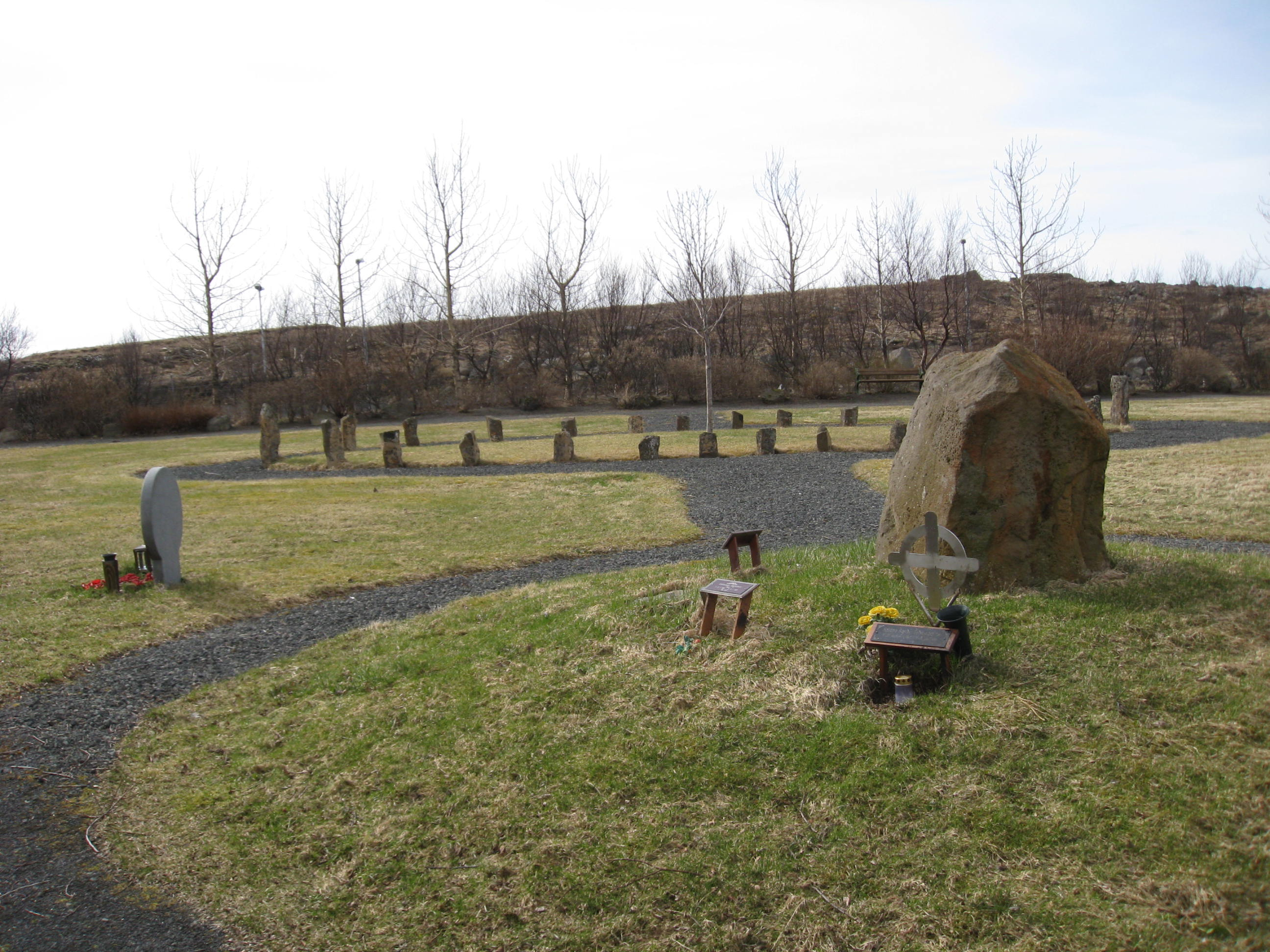
Язичницьке кладовище

Язичники зазвичай використовують космологію, засновану на скандинавській міфології. В рамках цієї структури світ людей, відомий як Мідгард, вважається одним з дев'яти царств, всі з яких є частиною космологічного світового дерева, званого Іггдрасіль. Вважається, що різні типи істот населяють ці різні сфери; наприклад, люди живуть у Мідгарді, а дварфи живуть в іншому царстві, ельфи в Альвгеймі, велетні в Йотунгеймі, божества у Асгарді. Більшість практиків вважають, що це поетичний або символічний опис космосу, причому різні рівні зображують вищі сфери позаматеріального плану існування. Дерево світу також інтерпретується деякими учасниками спільноти як ікона екологічного та соціального устрою. Деякі язичники, такі як психолог Браян Бейтс, застосували інший підхід до космології, заснований на аналітичній психології, тим самим інтерпретуючи дев'ять світів і їх жителів як карту людського розуму.
Згідно із загальним віросповіданням, заснованим на давньоскандинавських джерелах, три сестри, відомі як норни, сидять у кінці кореня світового дерева. Ці фігури прядуть нитки Долі (Вірд), як взаємозв'язок всіх істот у всьому космосі. У співтоваристві ці три фігури іноді називають «минулим, сьогоденням і майбутнім» Вважається, що людина може сама обрати свою долю, і, таким чином, світогляд язичників коливається між поняттями вільної волі і фаталізмом 
Різні язичницькі групи приймають скандинавський апокаліптичний міф про Рагнарьок; деякі розглядають його як буквальне пророцтво про майбутні події. Його часто сприймають як символічне попередження про небезпеку, з якою стикається людство, якщо воно діє нерозумно щодо природного світу. Смерть богів в Рагнарьок часто розглядається як нагадування про неминучість смерті і важливість чесного життя, аж до смерті. Як альтернативу етнонаціоналістичні язичники інтерпретували Рагнарьок як пророцтво про майбутній апокаліпсис, в якому біла раса скине тих, кого вони сприймають як своїх гнобителів і створюватимуть майбутнє суспільство, засноване на язичництві.
Деякі практики не беруть до уваги віру в загробне життя, натомість наголошуючи на важливості поведінки і репутації в цьому світі. В ісландському язичництві немає єдиної догматичної віри в загробне життя. Загальна віра полягає в тому, що у людини є кілька душ, які є окремими, але пов'язані одна з одною.
Загальноприйнятою є віра в чотири або п'ять душ, дві з яких переживають тілесну смерть: одна з них, hugr, подорожує в царство предків, в той час як інша, вилучена, реінкарнується в новому тілі. У вірі є різні чесноти, що допомагають душі увійти, ґрунтуючись частково на цінностях земного життя людини, у зал Вальгалли, під керівництвом Одіна або в зал Фрейї. Вірування щодо реінкарнації широко варіюються серед язичників, загальна думка полягає в тому, що люди відроджуються в своїй родині або роді.

## Мораль та етика

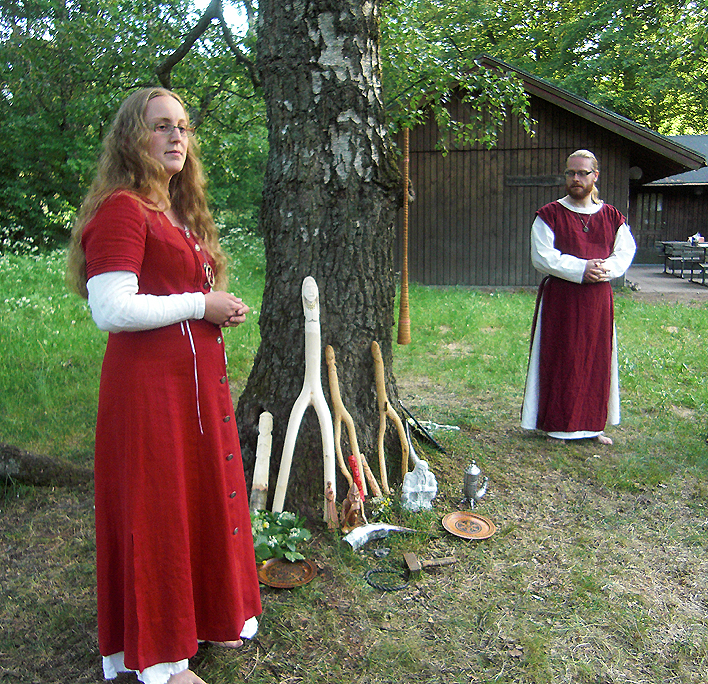
Язичницький блот у Швеції

У Heathenry моральні і етичні погляди засновані на етиці Залізної доби і Середньовічної Північно-Західної Європи , зокрема на діях героїчних постатей, які з'являються в давноскандинавських сагах. Етичні погляди фокусуються на ідеалах честі, мужності, сумлінності, гостинності та роботи і підкреслюють лояльність до родини. Зазвичай практики дотримуються свого слова, особливо клятв присяги. Таким чином, існує сильний індивідуалістичний ідеал, орієнтований на особисту відповідальність, і загальний девіз в співтоваристві язичників: «Ми —  наші справи». Більшість язичників відкидають поняття гріха і вважають, що це деструктивна, а не корисна концепція.
Деякі громади язичників формалізують такі цінності в етичний кодекс, Дев'ять Шляхетних Чеснот (ДШЧ), який заснований в основному на Hávamál з поетичної Едди. Вперше розроблено кодекс основоположниками Одіністичного Обряду у Великій Британії в 1970-х роках Існують різні форми ДШЧ, але число дев'ять має символічні асоціації зі скандинавською міфологією. Думки розділяються: деякі приймають ДШЧ; деякі вважають їх занадто догматичними, в той час як інші уникають їх за те, що вони не мають обґрунтування в історії германської культури , сприймаючи їх як спробу наслідувати юдео-християнські десять заповідей. Найменше їх використовують у скандинавських країнах.
Соціолог Дженніфер Снук зазначила, що, як і у всіх релігіях, Heathenry тісно пов'язана з політикою, а політичні та релігійні переконання практиків впливають один на одного. У результаті акценту релігії на Землі, багато язичників проявляють інтерес до екологічних проблем, багато хто вважає, що їх віра є природною релігією. Язичницькі групи брали участь в посадці дерев, збирали гроші для насадження лісів і проводили кампанію проти будівництва залізниці між Лондоном і ла-маншським тунелем в південно-східній Англії. Багато германських неоязичників також займаються збереженням об'єктів спадщини, і деякі практики висловили стурбованість у зв'язку з археологічними розкопками доісторичних і ранньосередньовічних поховань, вважаючи, що це нешанобливо до померлих, яких язичники вважають предками.
Етичні суперечки всередині спільноти також виникають, коли деякі практики одновірців суперечать релігійним «консервативним ідеям належної пристойності». Наприклад, в той час як багато язичників цурається скандинавського бога Локі, визнавши його злим, його божественна, зокрема, гермафродитна природа зробила його привабливим для багатьох ЛГТБ-активістів. Ствердження про гомосексуальність і права ЛГБТ залишаються джерелом напруженості в суспільстві. Деякі праві групи язичників вважають гомосексуальність несумісним з орієнтованою на сім'ю Ідеєю, засуджуючи одностатеві сексуальні стосунки. Інші групи узаконюють відкритість для практиків ЛГБТ, посилаючись на трансгендерність Тора і Одіна в скандинавській міфології. Є, наприклад, гомосексуально і трансгендерно орієнтовна організація «The Troth».

## Обряди та практики

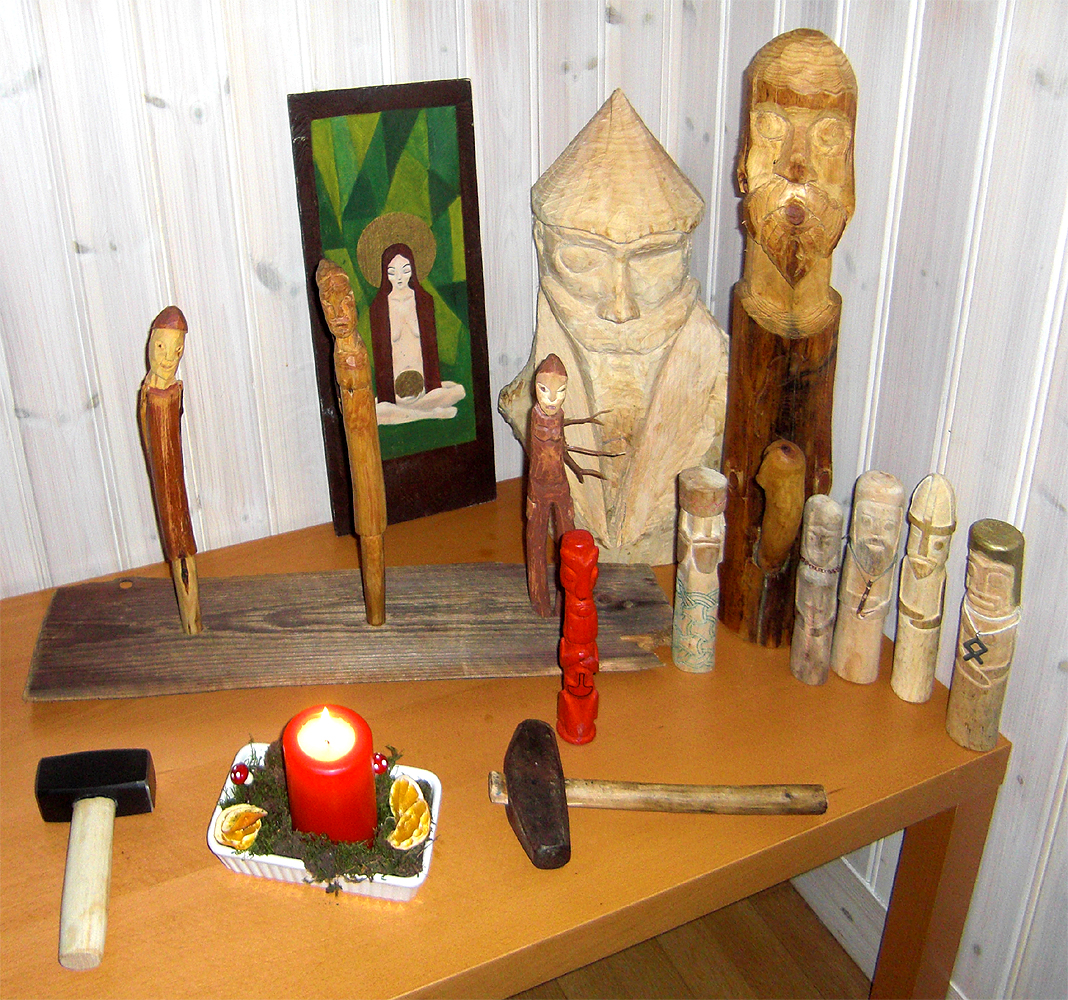
Язичницький вівтар на Йоль (Гетеборг, Швеція)

В англомовних країнах групи язичників зазвичай називають один одного родичами, вогнищем, колом, общиною. Це невеликі групи, часто сімейні об'єднання, що зазвичай становлять п'ять-п'ятнадцять членів. Їх часто пов'язує один з одним присяга на вірність, з суворими процедурами вступу в общину, які регулюють прийом нових членів. Новоприбулі члени можуть бути прийняті на випробувальний термін до того, як стануть повноправними членами общини, в той час як інші групи залишаються закритими для всіх нових членів. Язичницькі групи значною мірою незалежні і автономні, хоча зазвичай вони пов'язані з іншими групами язичників, особливо в їх регіоні. Є інші послідовники релігії, які не пов'язані з такими групами, діють як поодинокі практики, причому вони часто контактують з іншими практиками через соціальні мережі. Опитування, проведене в 2015 році, показало, що більшість язичників ідентифіковані як поодинокі практикуючі, причому Північна Європа є винятком; тут більшість язичників задіяно у групах.
Священиків часто називають бодхі, а жриць — гідх'я — давньоскандинавські терміни, які означають «бог-чоловік» і «богиня-жінка» відповідно, при цьому множинним терміном є готар. Ці люди рідко розглядаються як посередники між практиками і божествами, натомість вони виконують обряд групових церемоній і навчають давніх знань і традицій релігії. Багато з общин вважають, що будь-хто може взяти на себе роль священика, поділяти організаційні обов'язки і очолювати обряди. В інших групах є необхідним, щоб особа отримала офіційні повноваження від акредитованої організації Heathen, аби стати визнаним священиком. У кількох групах, особливо на початку 20-го століття, які діяли як таємні товариства, священство моделюється системою висхідних ступенів, схожих до масонства.
Язичницькі обряди часто відбуваються в непублічних місцях, особливо в будинку практика. В інших випадках, язичницькі храми були встановлені на ділянках землі, спеціально призначених для цієї мети — хург, який є освяченим місцем на природі, як гай, або hof — дерев'яний храм.
Під час релігійних церемоній багато язичників вважає доцільнішим носити одяг, який нагадує стиль одягу, що носили в ранньому середньовіччі. Вони також часто носять символи, що означають їхню релігійну відданість. Найпоширенішим знаком серед язичників є Мйольнір, або молот Тора, який носиться як кулон і використовується як жест у ритуалі. Його іноді використовують, щоб висловити окрему схожість з богом Тором, хоча він також часто використовується як символ язичництва в цілому, зокрема уособлює стійкість і життєздатність релігії. Інший широко використовуваний символ язичника — це валькнут, який використовується для позначення бога Одіна або Водана. Найважливіший релігійний обряд для язичників називається blót, який є ритуалом, де надають богам жертвопринесення. Blót зазвичай відбувається на відкритому повітрі і зазвичай практики пропонують мед, який наливають в чашу. Богів запрошують і звертаються з проханням про допомогу, оскільки священик використовує гілочку або паличку вічнозеленого дерева, щоб окропити медом статуї божеств і присутніх. Ця процедура може бути написана за сценарієм або імпровізована. Нарешті, миска меду виливається у вогонь або на землю, як дар для богів.

## Seiðr і galdr
Однією з релігійних практик у Heathenry є seiðr, яку описано як «шаманський транс ритуального комплексу», хоча доцільність використання терміна «шаманізм», щоб описати seiðr досить спірна. Сучасний сейдр розвинувся впродовж 1990-х років з широкого нео-Шаманського руху, на чолі з фахівцями, які вивчають використання транс-станів в інших конфесіях, таких як Умбанда. Відома форма високого сидіння або пророчого сейдру, який описується в Guðriðr в Сагах про Еріка Рудого. Хоч виконання ритуалу розрізнялося між групами, пророчий seiðr зазвичай включає seiðr — виконавця, що сидить на високому сидінні та інших, що виконують пісні і співи для виклику богів і духів. Потім, стукаючи у барабан, відбувається змінення стану свідомості у практика, який вирушає в медитативну подорож через світове дерево в царство Хель. Потім аудиторія ставить запитання для seiðr- виконавця, однак шаман пропонує відповіді на основну інформацію, розтлумачену через їхні медитативні транси. Деякі seiðr-практики використовують наркотичні засоби , хоча інші прямо виступають проти використання будь-яких таких препаратів, що сприяють зміні свідомості.
Не всі язичники практикують seiðr; враховуючи його асоціації як із двозначністю сексуальної статі, так і з богами Одіном і Локі з їх ненадійністю, багато з правого крила язичницького руху не схвалюють його. Хоча існують гетеросексуальні практикуючі чоловіки, seiðr багато в чому асоціюється з жінками і гомосексуалами . Опитування, проведене в 2015 році, показало, що жінки частіше беруть участь в сейдрі, ніж чоловіки. Один з членів Troth, Edred Thorsson, розробив форми seiðr, які стосувалися сексуальної магії, що використовує садомазохістські методи, однак цей факт викликав розбіжність думок в співтоваристві.
Гальдр — ще одна германська практика неоязичництва, в якій учасники співають або читають вголос. У рамках церемонії galdr також іноді повторюються руни або рунічні вірші, щоб створити громадський настрій і дозволити учасникам увійти в змінені стани свідомості і налагодити зв'язок з божествами. Деякі сучасні співи і пісні galdr створені під впливом англо-саксонських народних магічних принад, таких як Æcerbot і Nine Herbs Charm. Ці вірші спочатку були написані в християнському контексті, хоча практики вважають, що вони відображають теми, присутні в дохристиянській, шаманській релігії, і, таким чином, перероблюють їх для сучасного використання.
Деякі язичники практикують гадання за допомогою рун. У деяких випадках різні руни пов'язані з різними божествами, одним з дев'яти царств або аспектами життя. Зазвичай язичники використовують загальний германський футарк як рунічний алфавіт, хоча деякі практики замість цього використовують англосаксонський футхорц або молодший футарк. Деякі неоязичники також використовують руни для віщування та передбачення, при цьому тематичні книги є загальнодоступними в книжкових магазинах.

## Історія
Наприкінці 18-го і 19-го століть німецький романтизм сфокусувався і на дохристиянських системах вірувань германської Європи з різними інтелектуалами-романтістами, які стверджують, що ці стародавні релігії були «більш природними, органічними і позитивними», ніж християнство. Таке ставлення сприяло розвитку романтістських інтелектуалів, таких як Йоганн Готфрід Гердер, Яків Грімм і Вільгельм Грімм. Цей розвиток супроводжувався зростанням націоналізму і ідеєю, що сприяла створенню руху Völkisch у германомовній Європі. Критикуючи єврейське коріння християнства, в 1900 році німець Ернст Вахлер опублікував брошуру, яка закликає до відродження расистської давньогерманської релігії. Інші письменники, такі як Людвіг Фаренкрог, підтримали його претензії, в результаті чого в 1911 році сформовано як Bund fur Persönlichkeitskultur (Ліга культури особистості), так і Німецький Орден в 1911 році.

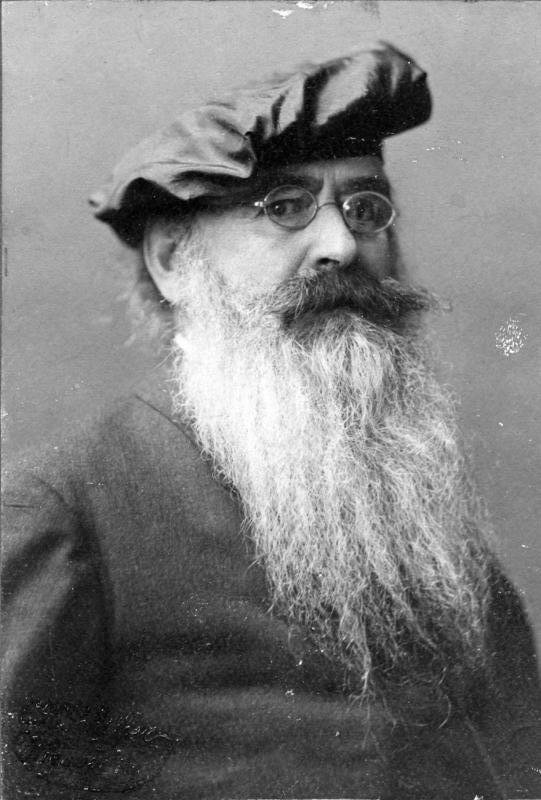
Гвідо фон Ліст

Інше відгалуження Heathenry з'явилося в окультному русі völkisch, відомому як аріософія. Один з цих аріософів-вьолькіш був австрійський окультист Гвідо фон Ліст, що заснував релігію, яку він назвав «вотанізм», з внутрішнім ядром, яке назвав «арманізм». Вотанізм заснований текстах Едди, хоча з часом на нього все більше впливали окультні вчення Теософського суспільства.
У 1933 році еклектичний рух німецьких вірувань (Deutsche Glaubensbewegung) заснований вченим-релігієзнавцем Якобом Вільгельмом Хауером, який хотів об'єднати розрізнені групи язичників. Незважаючи на те, що він є активним протягом всієї нацистської епохи, його надії на те, що його «Німецька віра» буде оголошена офіційною вірою нацистської Німеччини, були марні. Незважаючи на те, що в період розквіту 1920-х років в язичницькому русі, ймовірно, не було більш декількох тисяч послідовників, він утримував лояльність багатьох інтелектуалів середнього класу, включно і журналістів, художників, ілюстраторів, науковців та вчителів.
Окультисти вьолькіш «зробили важливий внесок в настрій нацистської епохи». Мало хто мав прямий вплив на керівництво нацистської партії з одним винятком: Карл Марія Вілігут мав значний вплив на лідера СС Генріха Гіммлера.
Рух вьолькіш також проявився в Норвегії в 1930-х роках в оточенні таких груп, як Круг Рагнарьок і журнал «Tidsskriftet Ragnarok» Ганса С. Якобсена. Видатними постатями в цьому середовищі були письменник Пер Іммерслунд і композитор Geirr Tveitt, хоча він не залишив послідовників у післявоєнній Норвегії. Термін «міфологія» був розроблений австралійцем Олександром Рудом Міллсом, який опублікував «Релігію одіністів» (1930) і заснував Англікінську церкву Одіна.

### Сучасність
На початку 1970-х років організації Heathen з'явилися в Сполученому Королівстві, США, Канаді, Австралії та Ісландії, в основному незалежно один від одного. Це частково пояснюється більш широким зростанням сучасного язичницького руху в 1960-х і 1970-х роках, а також розвитком руху New Age, що заохочував створення нових релігійних рухів, спрямованих на відродження дохристиянських системи переконань. Подальші язичницькі групи з'явилися тоді в 1990-х і 2000-х роках, багато хто з яких дистанціювалися від відверто політичних програм і приділяли більше уваги історичній достовірності, ніж їх попередники 1960-х і 1970-х років.
У 1960-х роках в Сполучених Штатах з'явилося язичництво.

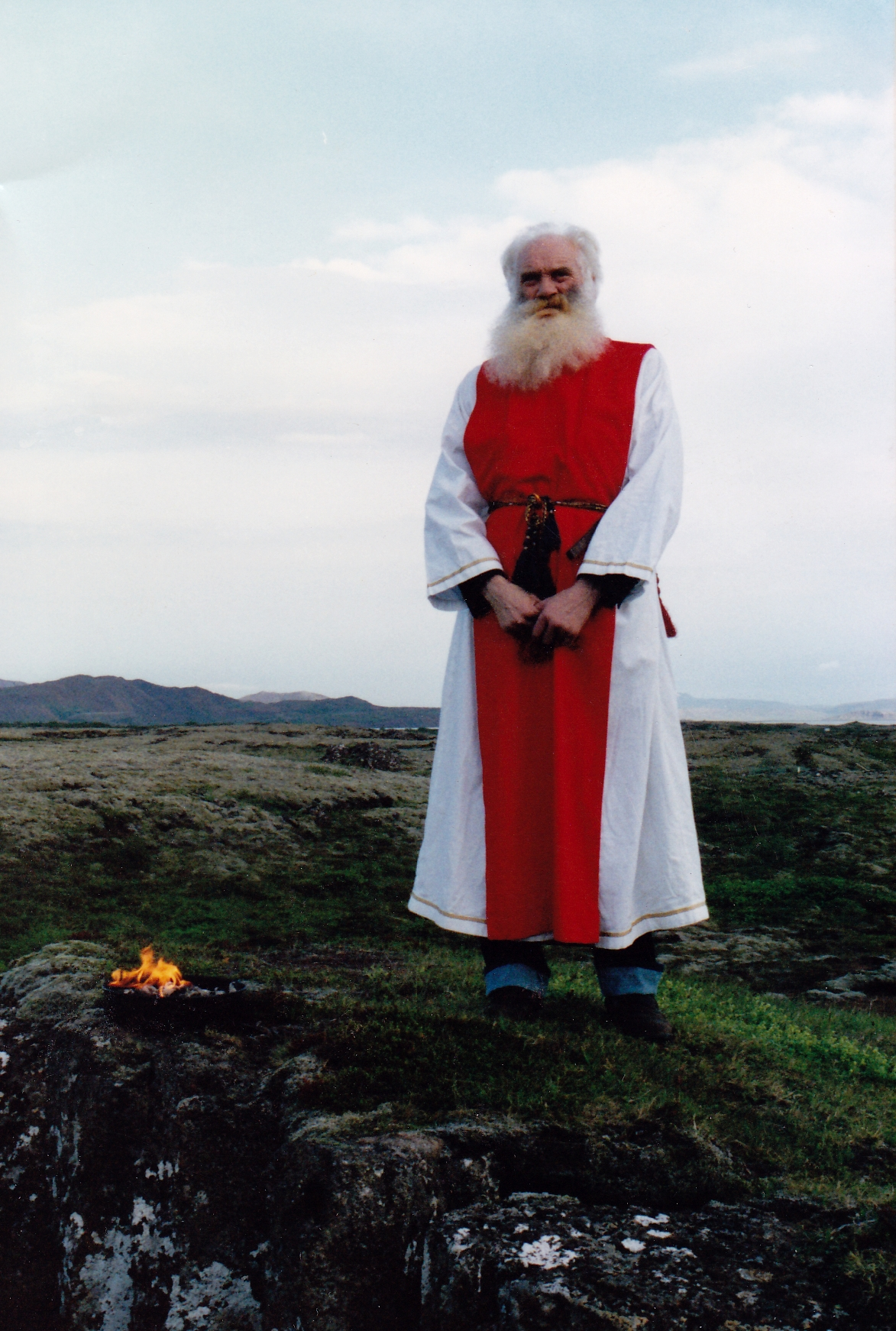
Свейнбйорн Беінтейнссон, 1991 р.

В Ісландії вплив дохристиянських систем вірувань все ще проникав в культурну спадщину країни в XX столітті. Там, фермер Свейнбйорн Бейнтейнссон заснував групу Heathen Ásatrúarfélagið в 1972 році, що спочатку налічувала 12 членів. Бейнтейнссон служив як Allsherjargodi (головний священик) до своєї смерті в 1993 році, його змінив Йормундур Інгі Хансен. У 2003 році Ásatrúarfélagið налічував 777 членів і мав вплив на ісландське суспільство. В Англії "Британський комітет з відновлення обряду" був створений Джоном Єуелом в 1972 році.
У Швеції перші групи язичників були створені в 1970-х роках; Breidablikk-Gildet (Гільдія Брейдаблік), заснована в 1975 році, і Telge Fylking, заснована в 1987 році, остання з яких відрізнялася, підкреслюючи НЕ расистську інтерпретацію релігії. У 1994 році була заснована Sveriges Asatrosamfund (Шведська Асамблея Асатру), яка стала найбільшою організацією язичництва в країні. Перша норвезька група Heathen, Blindern Åsatrulag, була створена як студентська група в Університеті Осло в середині 1980-х років , в той час як більший Åsatrufellesskapet Bifrost створений в 1996 році; Foreningen Forn Sed був утворений в 1999 році. У Данії невелика група була заснована недалеко від Копенгагена в 1986 році.
У Німеччині були створені різні групи, які відкинули вьолькіш і праві погляди своєї релігії, перш за все Рабенскан (клан Рівних) в 1994 році і Nornirs Ætt ( «Рід Норн») в 2005 році. В 1994 році була заснована організація Odinic Rite Deutschland (Odinic Rite Germany), хоча пізніше вона оголосила про свою незалежність і стала «Verein für germanisches Heidentum VfgH» (Товариство германського язичництва), а Troth також створила німецьку групу Eldaring, яка заявила про свою незалежність в 2000 році. Перші організовані групи язичників в Чехії з'явилися наприкінці 1990-х років.
Язичницькій вплив очевидний в формах блек-металу з 1990-х років, де тексти і теми часто розкривали теми дохристиянського північного минулого; ЗМІ зазвичай асоціювали цей музичний жанр з сатанізмом. Паган-метал жанр виник з фрагментів екстремальної сцени в Північній Європі на початку 1990-х років  Багато музикантів, які працюють у жанрі вікінг-металу, також вивчали мови, та скандинавські міфологічні фігури, таких як Одін і Тор. З середини 1990-х років Інтернет дуже допоміг поширенню Heathenry в різних частинах світу. У цьому десятилітті також спостерігалося сильне зростання расистського язичництва серед осіб, які утримуються під вартою в тюремній системі США, в результаті інформаційно-пропагандистських програм, встановлених різними групами язичників , проекту, розпочатого в 1980-х роках. Протягом цього періоду багато язичницьких груп також стали все частіше взаємодіяти з іншими етнічними язичницькими групами в Східній Європі.

### Основні джерела
Flowers, Stephen E. (2015). Icelandic Magic: Practical Secrets of the Northern Grimoires. Rochester, Vermont: Inner Traditions. ISBN 978-1-62055-405-0.
Gundarsson, Kveldulf (1993). Teutonic Religion: Folk Beliefs and Practices of the Northern Tradition. St Paul: Llewellyn Publications. ISBN 978-0-87542-260-2.
Jennings, Pete (1998). The Norse Tradition: A Beginner's Guide. London: Hodder & Stoughton. ISBN 978-0-340-72082-0.
Krasskova, Galina (2005). Exploring the Northern Tradition: A Guide to the Gods, Lore, Rites, and Celebrations from the Norse, German, and Anglo-Saxon Traditions. Wayne: New Page Books. ISBN 978-1-56414-791-2.
Krasskova, Galina; Kaldera, Raven (2009). Northern Tradition for the Solitary Practitioner: A Book of Prayer, Devotional Practice, and the Nine Worlds of Spirit. Pompton Plains: Career Press. ISBN 978-1-60163-034-6.
Lafayllve, Patricia M. (2013). A Practical Heathen's Guide to Asatru. St Paul: Llewellyn Publications. ISBN 978-0-7387-3387-6.
McNallen, Stephen (2015). Asatru: A Native European Spirituality. Nevada City: Runestone Press. ISBN 978-0-9720292-5-4.
Paxson, Diana L. (2007). Essential Asatru: Walking the Path of Norse Paganism. New York: Citadel Press. ISBN 978-0-8065-2708-6.
Thorsson, Edred (1984). Futhark: Handbook of Rune Magic. Newburyport, Massachusetts: Red Wheel/Weiser. ISBN 978-0-87728-548-9.